# Хунан (крепость)
Хунан (арм. Հնարակերտ, груз. ხუნანი) — средневековая крепость и область на берегу реки Кура. Образовал границу между Арменией и Арраном. В сборнике документов начала XII века Масуда ибн Намдара упоминается как пограничная точка Аррана.

## Название
В ранних армянских источниках упоминается как Хнаракерт или Хунаракерт. В более поздних арабских источниках крепость проходит под названием Хунан. В грузинских источниках Хунани.

## Исторический очерк
Хунани являлся центром Хунанского эриставство в составе Иберийского царства. Согласно Картлис Цховреба это административное деление было учреждено Фарнавазом I.
В III веке, во время правления Мириана III, Пероз упоминается как эристав Хунани.
В V веке, во время правления Вахтанга I Горгассали, эриставом упоминается некий Нерсаран. Ок. 485 года царь Иберии основал Хунанскую епархию. В армянских источниках епископ Хунани в 505 и 506 годах является одним из прелатов Иберии.
С VIII веке после арабского завоевания Грузии, Хунани оказался под властью арабского халифата, став Хунанским эмиратом. Но вскоре после основания Тбилисского эмирата в 736 году эмир Хунани подчинился Тбилисскому эмиру.